# Carlos Menem
Pour les articles homonymes, voir Menem.
Carlos Saúl Menem Akil, né le 2 juillet 1930 à Anillaco et mort le 14 février 2021 à Buenos Aires, est un homme d'État argentin. Membre du Parti justicialiste, il est président de la Nation argentine du 8 juillet 1989 au 10 décembre 1999.
Surnommé "le Turc" en raison de ses origines syriennes, il est avocat de profession et gouverneur de sa province natale de La Rioja de 1973 à 1976, lorsqu'il est destitué à la suite du coup d'État militaire ; il retrouve cette fonction en 1983.
Candidat à l'élection présidentielle de 1989, il est élu au premier tour avec 47,5 % des voix, après avoir terminé en tête des élections primaires face au gouverneur de Buenos Aires, Antonio Cafiero. Il est également à la tête du Parti justicialiste entre 1990 et 2003.
Arrivé au pouvoir dans un contexte d'hyperinflation, il soutient une politique économique libérale et son approche devient connue sous le nom de « péronisme fédéral ». Il soutient le consensus de Washington et combat l'inflation en instaurant en 1991 un plan de convertibilité, accompagné d'une série de privatisations. Au niveau international, il reprend les relations diplomatiques avec le Royaume-Uni, suspendues depuis la guerre des Malouines, et se rapproche des États-Unis.
En 1994, il fait adopter un amendement constitutionnel après un accord avec l'ancien président et dirigeant de l'opposition Raúl Alfonsín. Cet amendement lui permet de se présenter à l'élection présidentielle de 1995, qu'il remporte de nouveau au premier tour, avec 49,9 % des suffrages. Lors de son second mandat, une nouvelle crise économique éclate. Les partis d'opposition s'unissent et remportent les élections de mi-mandat de 1997 puis l'élection présidentielle de 1999.
De nouveau candidat à la présidence en 2003, il arrive en tête du premier tour mais se retire face à une défaite annoncée contre Néstor Kirchner. De 2005 à sa mort, il est sénateur de La Rioja. Poursuivi en justice, il est notamment condamné pour trafic d'armes (sept ans d'emprisonnement) et détournement de fonds publics (quatre ans et demi de prison) mais son immunité parlementaire lui évite l'incarcération.

## Biographie

### Origines et jeunesse
Menem est issu d'une famille d'origine syrienne. Ses parents, Saúl Menem et Mohibe Akil, ont émigré en Argentine dans la petite ville de Anillaco (province de La Rioja). Au début de sa vie, il est musulman, puis il devient catholique en 1989. Étudiant en droit à l'université de Córdoba, il devient un partisan du leader nationaliste-travailliste Juan Perón et rejoint en 1956 le Parti justicialiste. Participant à une révolte visant à ramener Perón au pouvoir, qui avait été chassé par un coup d'État de la "Révolution liberatrice", il est brièvement emprisonné. Il obtient en 1958 son diplôme de droit à Córdoba, puis devient conseiller juridique pour un syndicat de Rioja (nord-ouest).

### Gouverneur de La Rioja
Élu gouverneur de La Rioja en 1973, il est congédié après le coup d'État de 1976 et assigné à résidence jusqu'en 1981, deux ans avant le retour de la démocratie, puis est réélu à ce poste en 1983. Il octroie alors des avantages fiscaux aux entreprises, et fait partie en 1984 du groupe des « réformateurs » du Parti justicialiste (PJ) aux côtés de Carlos Ruckauf et d'Antonio Cafiero, élu gouverneur de Buenos Aires en 1987 et président du Conseil national du Parti justicialiste.

### Président de la Nation argentine

#### Élection présidentielle de 1989
En 1988, il remporte la primaire présidentielle au sein du Parti justicialiste avec son colistier Eduardo Duhalde, devançant Cafiero et son colistier José Manuel de la Sota.
Après une grave crise économique marquée par l'hyperinflation, il est élu président en 1989, succédant au radical Raúl Alfonsín.

#### Élection présidentielle de 1995
Il est réélu en 1995 à la suite d'une réforme de la Constitution, qui interdisait deux mandats successifs. La réforme est votée avec l'aide de l'Union civique radicale (UCR), alliance concrétisée dans le pacte de l'Olivo.

#### Politique économique
L'économie argentine souffrait de récession et d'hyperinflation. Il mène une politique libérale en privatisant les sociétés publiques. Il décida aussi la convertibilité peso/dollar qui eut pour effet de diminuer l'inflation et l'afflux de capitaux étrangers. La croissance revint mais le chômage restait important. Sur le plan régional, il participe à la création du Mercosur en 1991, avec le Brésil, le Paraguay et l'Uruguay.
Il ordonne la « dollarisation » de l'économie en 1992, en créant le « nouveau peso » qui remplace, le 1er janvier 1992, l'austral, lui-même créé en 1985), ce qui ramène le taux d'inflation de 140 % en 1990 à des valeurs inférieures à 10 % en 1992 [réf. nécessaire].
Toutefois, la politique de privatisation profite avant tout aux entreprises étrangères (implantations de Suez, Ford, Carrefour, etc.) et le gouvernement est accusé de brader les entreprises nationales (notamment Aerolíneas Argentinas ou la firme d'aviation militaire FMA, vendue à Lockheed Martin) aux intérêts étrangers. En 1992, une politique de privatisation et de « rationalisation » du secteur ferroviaire est engagée. Des grèves massives sont déclenchées par les travailleurs du secteur, ce qui conduit Carlos Menem à annoncer : « Une rame en grève est une rame qui ferme ». Quatre-vingt mille employés sont licenciés. Il privatise les retraites en créant en 1993 l'Administradora de Fondos de Jubilaciones y Pensiones (es) (AFJP). Plusieurs de ces décisions sont annulées sous Cristina Kirchner, élue en 2007.
Les inégalités explosent : les classes aisées ayant des capitaux à l'étranger s'enrichissent fortement et les 10 % des Argentins les plus riches détiennent 60 % de la richesse. Alors que la production agricole de l'Argentine pourrait lui permettre de nourrir 300 millions de personnes, 35 000 Argentins meurent de faim tous les ans. Cependant, la protestation est forte au sein des « laissés-pour-compte » du système et des retraités, dont la pension de retraite a été fortement réduite. Il réduit également d'autres dépenses sociales, notamment celles destinées aux handicapés. Dans le même temps, Menem favorise l'endettement des ménages.
Bien que le FMI soutienne la politique de Menem et évoque un « miracle argentin », le bilan économique de sa présidence est un échec : la dette extérieure est passée de 54 milliards de dollars à 130 milliards ; le chômage de 11 à 20 % ; les systèmes sociaux, jusqu’alors considérés comme les meilleurs d'Amérique du Sud, sont en grande partie démantelés.

#### Politique intérieure

Carlos Menem avec Bill Clinton à la Maison-Blanche (1993).

En octobre 1989, Menem gracie 164 Carapintadas, militaires d'extrême-droite impliqués dans des tentatives de coup d'État entre 1987 et 1990. Le 3 décembre 1990, Mohamed Alí Seineldín, membre de l'unité spéciale de la Marine argentine (groupe Albatros), organise une nouvelle mutinerie. Malgré l'échec de la rébellion, quelques jours plus tard, Menem offre son pardon aux généraux Jorge Rafael Videla, Emilio Massera, Leopoldo Galtieri ainsi qu'à d'autres hauts responsables de la dictature, dont le général Díaz Bessone, Santiago Omar Riveros ou Luciano Benjamín Menéndez, le 19 décembre 1990. Les généraux avaient été condamnés en 1985 à l'issue du procès de la junte, avant que n'interviennent les lois d'amnistie dite du « Point final » (1986) et du « Devoir d'obéissance » (1987), votées sous le gouvernement d'Alfonsin (et révoquées en 2005). La décision de Menem, impopulaire, avait été lourdement critiquée par l'ex-président Raul Alfonsin, qui avait pourtant fait voter les lois d'amnistie. Il présente cette même année un projet de loi sur le rétablissement de la peine de mort pour lutter contre la délinquance.
Durant son mandat, Menem s'efforce de redorer le blason de l'Argentine, longtemps considérée comme un refuge des Nazis et de leurs alliés après la Seconde Guerre mondiale. En février 1992, il signe un décret ordonnant la déclassification des archives relatives au séjour en Argentine de criminels de guerre nazis. Sous son mandat sont également extradés les anciens criminels de guerre Erich Priebke et Dinko Sakic, présents en Argentine depuis des décennies,.
En 1993, pour la première fois depuis la chute de la dictature, la police d'Argentine se rend coupable d'une disparition forcée sur la personne de Miguel Bru, un étudiant de 23 ans torturé et assassiné. Menem abolit le service militaire obligatoire. Il est accusé d'avoir manipulé le pouvoir judiciaire notamment en augmentant le nombre de juges de la Cour suprême. Le 2 novembre 1994, lors d'un discours devant des haut-gradés, il justifie le comportement des forces armées sous la dictature : « Nous avons triomphé dans cette guerre sale qui a mené le pays au bord de la désintégration ».
Sous son deuxième mandat la situation économique s'aggrave avec la baisse du dollar.

#### Attentat de l'AMIA
C'est sous sa présidence qu'a lieu en 1994 l'attentat de l'AMIA (85 morts), deux ans après l'attaque contre l'ambassade d'Israël à Buenos Aires (29 morts). L'enquête, particulièrement longue, s'oriente d'abord vers une piste intérieure (la Bonaerense, ou police de Buenos Aires), avant d'aboutir, sous la présidence de Nestor Kirchner, à un dossier complexe accusant l'Iran. Le juge fédéral Juan José Galeano, chargé de l'enquête, est forcé de démissionner à la suite de son implication dans des pots-de-vin versés à l'un des accusés de la police de Buenos Aires. Kirchner reconnaît, en 2005, la « responsabilité de l’État » dans le déroulement tortueux de l'enquête.
Menem a été critiqué pour une implication possible dans ces affaires. Un témoignage, émanant d'Abdolghassem Mesbahi, l'une des sources principales des accusations contre l'Iran, affirmait que Téhéran avait versé 10 millions de dollars à Menem pour qu'il fasse dévier l'enquête,.
Selon le rapport des procureurs chargés de l'affaire, remis en 2005, l'attentat aurait été organisé par Téhéran en représailles contre la suspension unilatérale, par Menem, en 1991, de l'assistance technologique nucléaire jusque-là accordée à l'Iran. Cependant, la véracité de ces conclusions a été mise en doute par l'ensemble de la presse argentine.
Gareth Porter (en) relève en particulier que le rapport d'inculpation lui-même tend à rendre incompréhensible la thèse iranienne. En effet, le rapport montre que la coopération s'est poursuivie, Buenos Aires continuant à livrer de l'uranium faiblement enrichi à Téhéran,,. En outre, au moment de l'attentat, des négociations pour reprendre à plein régime les trois accords de coopération nucléaire étaient en cours. L'Iran a attendu 1996 avant de déclarer qu'elle allait prendre des mesures légales contre la rupture des deux contrats avec l'Argentine.
Menem a été inculpé en 2009-2010, avec son frère, le tout nouveau chef de la police métropolitaine de Buenos Aires, et d'autres proches, pour entrave à la justice et pour avoir empêché les enquêtes concernant l'AMIA.

#### Politique étrangère

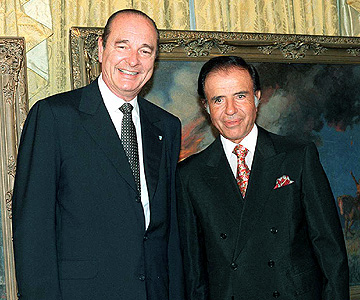
Carlos Menem avec Jacques Chirac (1997).

##### Livraisons d'armes à la Croatie et à l'Équateur
Menem a signé trois décrets secrets qui ont permis à l'armée argentine de vendre secrètement 6 500 tonnes d'armes d'une valeur de 400 millions de pesos à la Croatie et à l'Équateur, qui étaient alors tous deux sous embargo. Pour cette raison, il est arrêté le 7 juin 2001 sous l'inculpation de « chef présumé d’une association illicite » de contrebande d’armes et assigné à résidence dans la maison de campagne d’un ami multimillionnaire pendant cinq mois avant d'être libéré par des juges qu'il avait nommés, et a été inculpé de nouveau en septembre 2007 par le juge Rafael Caputo,. Selon l'ex-ministre de l'Économie argentin, Domingo Cavallo, Monser al Kassar a été l'intermédiaire de ce trafic d'armes à destination de la Croatie.
Il est également soupçonné d'avoir provoqué l'explosion d'un arsenal de l'armée en 1995, faisant sept morts et 300 blessés, pour éliminer les preuves du trafic d'armes avec la Croatie et l’Équateur.
D'abord acquitté en 2011 en première instance en raison du code de procédure, il est finalement reconnu coupable et est condamné le 13 juin 2013 à une peine de sept ans de prison pour trafic d'armes à destination de la Croatie et de l'Équateur,. La peine n'est pas appliquée du fait de son immunité parlementaire.

### Après la présidence
Il laisse la place en 1999 à Fernando de la Rúa, qui démissionne après les manifestations des 19 et 20 décembre 2001, consécutives à l'éclatement de la crise économique de 2001. Son utilisation du currency board, déconseillée par le FMI, est jugée comme la cause principale de la crise argentine.
Il est inculpé pour corruption dans cadre de l'attribution de la concession de l'espace radioélectrique national au groupe français Thales. Celui-ci aurait versé à Carlos Menem et à certains de ses collaborateurs 25 millions de dollars de pots-de-vin en 1997.
Il épouse Cecilia Bolocco, ancienne Miss Univers, le 26 mai 2001, dont il a un fils, Máximo Saúl, né à Santiago le 19 novembre 2003. Mais il se sépare de Bolocco en 2003, pour entamer une procédure de divorce en 2007.
En 2007, il rejoint le Frente Justicia, Unión y Libertad (FREJULI), un secteur péroniste dissident de droite, qui s'oppose au kirchnérisme et au Front pour la victoire (centre-gauche) au pouvoir.

#### Élection présidentielle de 2003

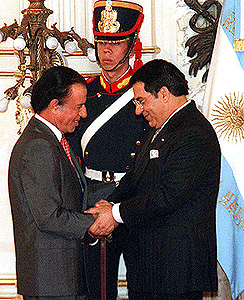
Carlos Menem avec Zine el-Abidine Ben Ali (Buenos Aires, 1997).

Il s'est présenté à la présidence en 2003 et arrive en tête du premier tour avec 25 % des voix, le 27 avril 2003. Il renonce à se présenter au second tour (prévu le 18 mai 2003), où il est crédité d’un retard important dans les sondages face à son concurrent, Néstor Kirchner,. Il prétend aussi avoir reçu des menaces de mort s'il maintenait sa candidature [réf. nécessaire].

#### Sénateur
En 2005, il est élu sénateur. En 2016, il annonce sa candidature pour un troisième mandat de sénateur, son mandat se terminant le 10 décembre 2017. Du fait de ses condamnations, sa candidature est d'abord invalidée en août 2017. Le 22 octobre 2017, lors des élections législatives argentines de 2017, il est réélu sénateur. Son activité au Sénat consiste notamment à défendre des positions anti-avortement.

#### Condamnation pour corruption
Le 2 décembre 2015, il est condamné à quatre ans et demi de prison pour une affaire de corruption, mais la peine n'est pas appliquée du fait de son immunité parlementaire. Deux de ses anciens ministres (Domingo Cavallo de l’Économie et Granillo Ocampo de la Justice) sont condamnés dans la même affaire.
Il fut mis en cause dans de nombreuses autres affaires sans toutefois être condamné du fait de la lenteur de la procédure judiciaire : pour avoir omis des biens dans sa déclaration d’impôts, pour entrave à l’enquête sur l’attentat contre l’AMIA, ou pour avoir versé des gratifications à certains de ses ministres.

#### Mort et funérailles

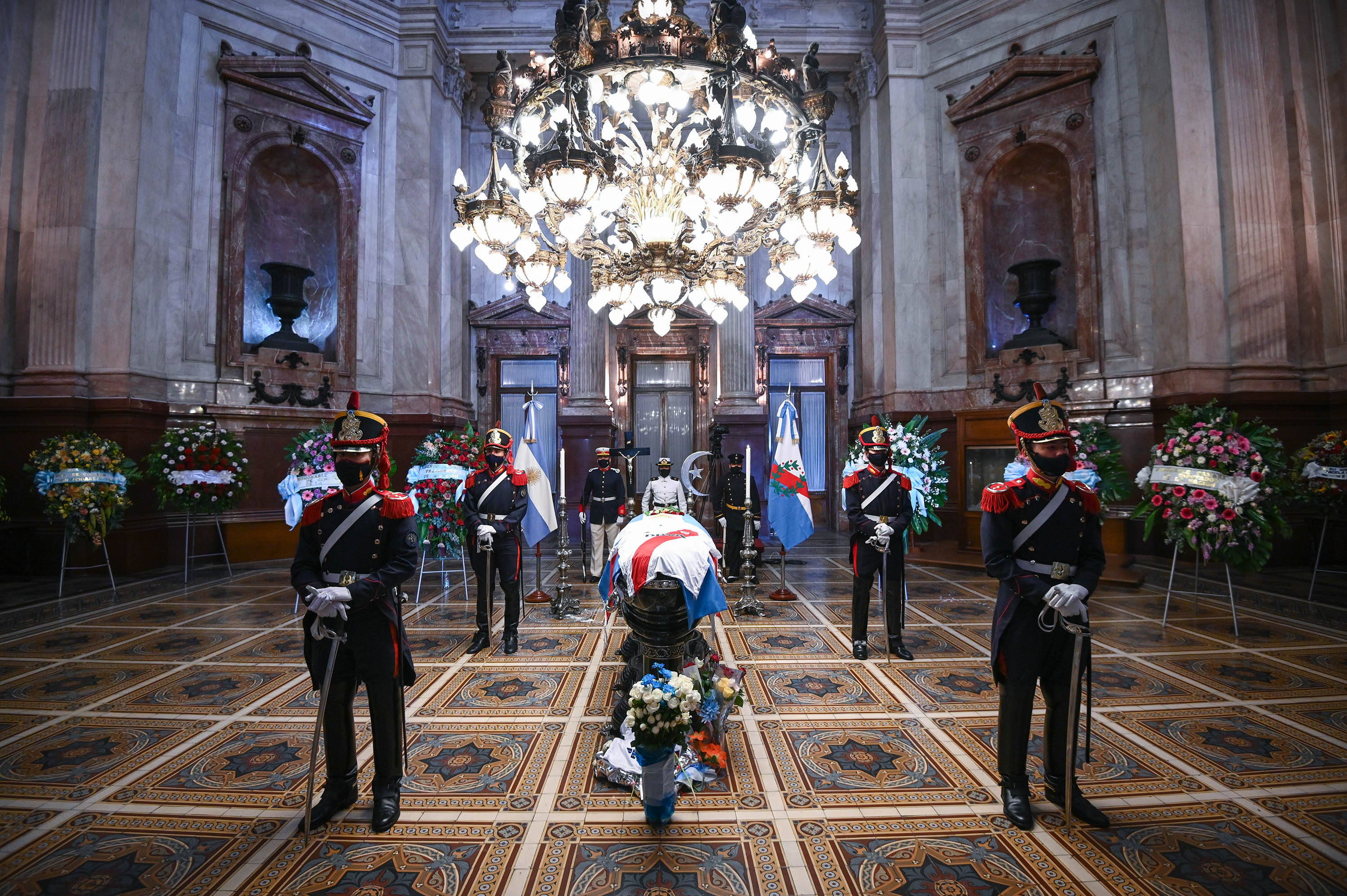
Le cercueil de Carlos Saul Menem dans la salle bleue du Congrès national (Buenos Aires, le 14 février 2021).

Carlos Menem meurt le 14 février 2021, à 90 ans des suites d’une infection urinaire contractée en novembre 2020. Il est enterré avec les honneurs militaires au côté de son fils Carlos, dans le cimetière musulman de Buenos Aires.

## Décorations

### Décorations argentines
- Collier de l'ordre du Libérateur San Martín
- Collier de l'ordre de Mai

### Décorations étrangères
- Grand-croix de l'ordre de Bonne Espérance ( Afrique du Sud)
- Grand-croix de l'ordre du Roi Tomislav ( Croatie)
- Collier de l'ordre du Nil ( Égypte)
- Chevalier du collier de l’ordre d’Isabelle la Catholique ( Espagne)
- Grand-croix avec collier de l'ordre de la Rose blanche ( Finlande)
- Première classe de l'ordre de Jamaïque ( Jamaïque)
- Grand-croix avec collier de l’ordre de Vytautas le Grand ( Lituanie)
- Chevalier grand-croix ornée au grand cordon de l'ordre du Mérite de la République italienne ( Italie)
- Grand cordon de l'ordre de la Couronne du Royaume ( Malaisie)
- Grand-croix de l'ordre de Manuel Amador Guerrero ( Panama)
- Grand collier de l'ordre du Soleil ( Pérou)
- Grand-croix de l'ordre du Mérite ( Pologne)
- Chevalier grand-croix de l'ordre de Saint-Michel et Saint-Georges ( Royaume-Uni)
- Grand cordon de l'ordre de la République ( Tunisie)
- Médaille de la République orientale de l'Uruguay (en) ( Uruguay)

## Publications
- Estados Unidos, Argentina y Carlos Menem, Bournes Aires, éd. Ceynes, 1990